# EMAS
System Ekozarządzania i Audytu (EMAS) (ang. Eco-Management and Audit Scheme) to system zarządzania środowiskowego, w którym dobrowolnie mogą uczestniczyć organizacje (przedsiębiorstwa, instytucje, organizacje, urzędy). Głównym założeniem systemu jest wyróżnienie tych organizacji, które wychodzą poza zakres minimalnej zgodności z przepisami i ciągle doskonalą efekty swojej działalności środowiskowej.
Podstawowe zasady systemu określa rozporządzenie Parlamentu Europejskiego i Rady (WE) nr 1221/2009 z dnia 25 listopada 2009 r. w sprawie dobrowolnego udziału organizacji w systemie ekozarządzania i audytu we Wspólnocie (EMAS), uchylające rozporządzenie (WE) nr 761/2001 oraz decyzje Komisji 2001/681/WE i 2006/193/WE. System ekozarządzania i audytu (EMAS) funkcjonuje w Polsce od 1 maja 2004 r.
System EMAS wykazuje duże podobieństwo do normy ISO 14001. W roku 2001 treść normy ISO 14001 została włączona do rozporządzenia EMAS, pozwalając na ograniczenie się do identyfikacji dodatkowych wymagań stawianych organizacjom w systemie EMAS. Wdrożenie systemu zarządzania środowiskowego w oparciu o wymagania normy ISO 14001 można traktować jako krok w kierunku rejestracji w systemie EMAS.